# 明岑贝格
明岑贝格（德語：Münzenberg，發音：[ˈmʏntsn̩ˌbɛʁk] ⓘ）是德国黑森州达姆施塔特行政区韦特劳县的城市，面积31.63平方千米，2023年12月31日人口为5,892人。